# Ctenus meghalayaensis
Ctenus meghalayaensis är en spindelart som beskrevs av Benoy Krishna Tikader 1976. Ctenus meghalayaensis ingår i släktet Ctenus och familjen Ctenidae. Inga underarter finns listade i Catalogue of Life.